# Pefki
Pefki (gr. Πεύκη) – miasto w Grecji, w administracji zdecentralizowanej Attyka, w regionie Attyka, w jednostce regionalnej Ateny-Sektor Północny. Siedziba gminy Likowrisi-Pefki. W 2011 roku liczyło 21 415 mieszkańców. Położone w granicach Wielkich Aten.